# This Y'all, That Y'all
「This Y'all, That Y'all」（ディス・ヨール・ザット・ヨール）は、RHYMESTERの曲。2001年12月19日発売のアルバム『ウワサの真相』および同年11月7日に先行発売のシングル『ロイヤル・ストレート・フラッシュ』に収録された。作詞はS.SasakiとD.Sakama、作曲はD. Sakama。
のち、2002年10月23日発売のアルバム『ウワサの伴奏-And The Band Played On-』にSUPER BUTTER DOGとのセッションが収録され、このバージョンは「This Y'all That Y'all session with SUPER BUTTER DOG」として同年12月18日発売でシングルカットされた。さらに、2014年9月24日発売のアルバム『The R〜The Best of RHYMESTER 2009-2014〜』ではScoobie Doとのセッションが収録されている。

## This Y'all That Y'all session with SUPER BUTTER DOG
「This Y'all That Y'all session with SUPER BUTTER DOG」（ディス・ヨール・ザット・ヨール・セッション・ウィズ・スーパー・バター・ドッグ）は、2002年12月18日にRHYMESTERが発売したシングルである。発売元はKi/oon Records。

### 収録曲
1. This Y'all That Y'all session with SUPER BUTTER DOG
（作詞：S.Sasaki, D.Sakama, 永積タカシ / 作曲：D.Sakama, 永積タカシ）

## ライヴ
- 「KING OF STAGE vol.6」
Scoobie Doがゲスト出演の際に披露。サビ部分の歌詞とメロディはScoobie Doバージョンになっている。
- 「KING OF STAGE VOL.7〜メイドインジャパン at 日本武道館〜」
SUPER BUTTER DOGがゲスト出演し披露。